# 航空科学専門学校
航空科学専門学校（こうくうかがくせんもんがっこう）は、1942年（昭和17年）12月、財団法人国防理工学園により設立された私立の旧制専門学校である。

## 概要
現在の東海大学の前身である。
全寮制であり、物理科の学生は鉄舟寺、航空科の学生は三保寮（サマーハウス）を使用していた。

## 沿革
- 1942年（昭和17年）
  - 12月8日 - 専門学校令により（物理科・航空科）を設立認可。
- 1943年（昭和18年）
  - 4月8日 - 入学式を挙行。
  - 4月9日 - 三保仮校舎（サマーハウス）で講義開始。
  - 10月31日 - 駒越校舎に新校舎が完成。
  - 11月1日 - 本校舎（駒越校舎）で講義開始。
  - 12月8日 - 駒越校舎落成式を挙行。
- 1944年（昭和19年）
  - 6月1日 - 駒越校舎に移転。サマーハウスを閉鎖。
- 1945年（昭和20年）
  - 8月15日 - 法人名を財団法人東海学園に変更。航空科学専門学校と電波科学専門学校を合併して、東海専門学校と改称。
  - 9月1日 - 第一期生が卒業。

## 校舎
- 駒越校舎
- 三保仮校舎

## 校長
- 野田清一郎

## 理事
- 有馬頼寧
- 大河内正敏
- 松前重義
- 伍堂卓雄
- 安藤紀三郎
- 梶井剛